# Kaba
La Kaba, Ka'ba o Kaaba (àrab: الكعبة, al-Ka‘ba, literalment ‘el Cub’) és un edifici cúbic situat a la Meca (Aràbia Saudita) i el lloc més sagrat de l'islam, vers el qual tots els musulmans s'orienten quan efectuen les pregàries. És considerada com «la casa de Déu», l'indret a la Terra on s'uneixen el diví i el terrenal. A l'angle sud-est de l'edifici, s'hi troba la Pedra Negra, una pedra sagrada que, segons la tradició, l'àngel Gabriel va oferir a Abraham quan aquest va construir l'edifici.
El pelegrinatge fins a La Meca i la Kaba —el hajj— és un dels cinc pilars de l'islam (fonament de la religió islàmica). Circumval·lar la Kaba set vegades en sentit contrari a les manetes del rellotge, conegut com a tawaf (àrab: طواف, ṭawāf, lit. ‘caminar en cercles') és un ritu obligatori per completar les peregrinacions del hajj i de l'umra. No obstant això, ni la Kaba ni la Pedra Negra són objectes d'adoració a l'islam, ja que els musulmans adoren única i exclusivament a Déu. L'àrea al voltant de la Kaba sobre la qual els pelegrins circumval·len s'anomena el Mataf.
Actualment, està situada al mig del gran pati de la Gran Mesquita (al-Màsjid al-Haram), que es va construir al seu voltant; aquest pati envoltat de pòrtics pot contenir fins a 35.000 persones. La Kaba està coberta de vels negres amb or brodat (kiswa) i una multitud permanent de fidels gira al seu voltant tot recitant la fórmula ritual de la talbiyya.
La Kaba i el Mataf es mantenen envoltats per pelegrins durant tot l'any islàmic excepte el dia 7 de dhu-l-hijja, el dotzè mes i mes de pelegrinatge, conegut com el Dia d'Arafa, en el qual la tela que cobreix l'estructura, coneguda com Kiswa (àrab: كسوة, Kiswa, lit. ‘Tela’) és canviada anualment i no es permet l'ingrés de persones a banda dels cuidadors del santuari. L'increment més significatiu en el nombre de pelegrins ocorre durant el Ramadà i el hajj, quan milions de pelegrins es reuneixen per al tawaf. D'acord amb el Ministeri del Hajj i l'Umra de l'Aràbia Saudita, 6.791.100 pelegrins van arribar a fer l'umra l'any 1439 de l'Hègira (2017/2018 dC), un augment del 3,6% comparat amb l'any anterior, i 2.489.406 van anar-hi pel hajj de l'any 1440 H.

## Història
Abans de l'adveniment de l'islam, l'indret ja era un centre de culte important on s'adoraven centenars de divinitats diverses; la tribu dels Quraix de la Meca (tribu a la qual pertanyia el profeta Mahoma) era l'encarregada de vetllar sobre la Kaba. Segons la tradició islàmica, l'any 630, Mahoma va fer fora totes les estàtues idòlatres de la mitologia àrab, va beneir la Pedra Negra i va declarar que l'edifici era «la casa del Déu únic».
La tradició diu que l'edifici va ser construït fa uns 4.000 anys per Abraham i el seu fill Ismael per ordre de Déu. Hauria estat feta de pedra al lloc original d'un santuari anterior, establert per Adam. Quan Adam, expulsat del paradís però perdonat per Déu, vingué a habitar la Terra, Déu va fer baixar del cel, per a ell, a l'emplaçament de la Kaba, una tenda feta d'un robí, a fi que hi practiqués al voltant girs i circumval·lacions a imitació dels que fan els àngels al voltant del tron de Déu. Més endavant, va ser Abraham el primer que va construir, en aquell precís lloc, un temple per a la divinitat i, en agraïment, Déu va fer baixar del cel la pedra angular de l'edifici, la cèlebre Pedra Negra que era blanca originàriament, però ennegrida pels pecats dels humans. Per tot això, els pelegrins que arriben a la Meca han de complir el ritu del tawaf, és a dir, donar set voltes al voltant de la Kaba i tocar finalment la Pedra Negra.
Durant la vida de Mahoma la Kaba va ser considerada un lloc sagrat pels àrabs locals, i Mahoma va participar en la reconstrucció de la Kaba després que la seva estructura fos danyada a causa de les inundacions de l'any 605; aleshores també va resoldre la disputa entre els clans Quraix sobre qui instal·laria la pedra al seu lloc, i la posà ell amb les seves pròpies mans.
El 628, Mahoma va dirigir un grup de musulmans cap a la Meca amb la intenció de realitzar l'umra, però els Quraix van impedir-ho. Amb el Tractat d'al-Hudaybiyyah, es permetia als musulmans peregrinar lliurement a la Kaba a partir de l'any següent, 629, però el 630, després que els aliats del Quraix, el Banu Bakr, violessin el tractat, Mahoma va conquerir la Meca. La seva primera acció va ser eliminar estàtues i imatges de la Kaba.
La Kaba ha estat reparada i reconstruïda moltes vegades. L'estructura va ser greument danyada per un incendi produït el 683 durant el primer setge de la Meca durant la Segona fitna entre els omeies i Abd-Al·lah ibn az-Zubayr. Ibn az-Zubayr la va reconstruir per incloure el hatim basant-se en la tradició que el hatim era un romanent dels fonaments de la Kaba abrahàmica i que el mateix Mahoma havia desitjat reconstruir-lo per incloure-ho. La Kaba va ser bombardejada amb pedres en el segon setge de la Meca el 692, en què l'exèrcit omeia era dirigit per al-Hajjaj ibn Yússuf. La caiguda de la ciutat i la mort d'Ibn az-Zubayr van permetre als omeies, sota Abd-al-Màlik ibn Marwan reunir finalment totes les possessions islàmiques i posar fi a la llarga guerra civil. El 693 dC, Abd-al-Màlik va fer arrasar les restes de la Kaba d'Ibn az-Zubayr i la va reconstruir sobre els fonaments establerts pels Quraix. La Kaba va tornar a la forma de cub que havia pres durant l'època de Mahoma.
Durant el hajj del 930 dC, els càrmates xiïtes van atacar la Meca sota el comandament d'Abu-Tàhir al-Jannabí, van contaminar el pou de Zamzam amb els cossos dels pelegrins i van robar la Pedra Negra, portant-la a un oasi de l'Aràbia Oriental conegut com al-Ahsà, on va romandre fins que els abbàssides el van rescatar el 952 dC. La forma i l'estructura bàsiques de la Kaba no han canviat des de llavors.
Després d'unes fortes pluges i inundacions el 1626, les parets de la Kaba es van esfondrar i la mesquita va resultar danyada. El mateix any, durant el regnat del califa otomà Murat IV, la Kaba es va reconstruir amb pedres de granit procedents de la Meca i es va renovar la mesquita.

## Descripció de l'edifici
La Kaba és un edifici de granit de forma pràcticament cúbica que mesura 13,10 m d'alçària i 11,30 i 12,86 m de costat. No té cap finestra i només té una sola porta, feta d'or, que s'obre tres vegades l'any per poder fregar el terra amb aigua pouada al pou de Zamzam. L'interior és buit. El sostre és sostingut per tres columnes de fusta i els murs i el terra són coberts de marbre. En un angle hi ha una escala estreta que permet accedir-ne al terrat i que es fa servir un cop a l'any per canviar la kiswa, el brocat negre adornat amb versicles alcorànics brodats d'or que cobreix la construcció.

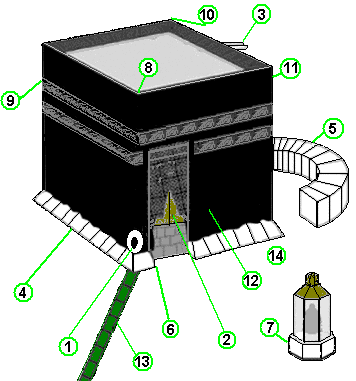
Esquema de la Kaba

1. Pedra Negra (الحجر الاسود, al-Ḥajr al-Aswad) (angle sud-est). El 684, la Kaba va ser malmesa per un incendi i la Pedra Negra va esclatar a causa de l'escalfor. El 930, els càrmates la van prendre i no va ser restituïda, trencada, fins al 950.
2. Porta de la Kaba (mur est), situada a 2,13 metres del sòl.
3. Canalada d'or per evacuar l'aigua de pluja (mur nord).
4. Aix-Xadharwan (الشاذروان, ax-Xāḏarwān), sòcol que també permet evacuar l'aigua de pluja.
5. Zona anomenada hatim (الحطيم, al-Ḥaṭīm), delimitada per un petit mur dit «pedra d'Ismael», que correspon a una part de la Kaba original, sota la qual estaria enterrada Agar, la mare d'Ismael.
6. Múltazam (ملتزم, Multazam, ‘lligat per un compromís'), pany de paret entre la porta de la Kaba i la Pedra Negra.
7. «Estació d'Abraham» o Maqam Ibrahim (مقام إبراهيم, Maqām Ibrāhīm): a mesura que Abraham i el seu fill Ismael construïen la Kaba i que aquesta anava prenent alçada, el profeta s'hauria enfilat sobre aquesta pedra tot deixant-hi l'empremta dels seus peus.
8. Angle de la Pedra Negra (sud-est).
9. Angle del Iemen (sud-oest). Aquest angle està constituït per una sola gran pedra vertical, i els pelegrins solen tocar-la o saludar-la.
10. Angle de Síria (nord-oest).
11. Angle de l'Iraq (nord-est).
12. Kiswa (كسْوة الكعبة, Kiswat al-Kaʿba), brocat de seda negra que cobreix l'edifici.
13. Línia feta amb marbre que indica l'inici i la fi de les circumval·lacions.
14. Indret que a vegades s'anomena «Estació de Gabriel» o Maqam Jibril (مقام جبريل, Maqām Jibrīl).

## Hajj
El hajj o pelegrinatge és el pelegrinatge que realitzen els musulmans als llocs sants de la Meca i al seu terme sagrat (al-balad al-haram) durant el mes de dhu-l-hijja. Es tracta del cinquè pilar de l'islam i s'ha d'efectuar almenys un cop a la vida, tot i que només és preceptiu per a aquells fidels que, estant capacitats, disposin de mitjans per a poder-lo fer.
Hi ha diverses versions sobre la construcció de la Kaba, però en totes Abraham construeix o neteja la Kaba i, immediatament després, o en un moment desconegut, Déu crida Abraham per establir el pelegrinatge. Les narracions difereixen en quan es van produir aquests fets, si i com hi va haver una implicació sobrenatural, la inclusió o omissió de la Pedra Negra i si Ismael va ajudar el seu pare. Dels que diuen que Ismael va participar en la construcció, la majoria descriuen que Abraham va visitar Ismael per tercera vegada a la Meca, visita durant la qual van aixecar la Kaba. Alguns diuen que Ismael va buscar una última pedra, però Abraham no va acceptar la que va portar i un àngel va portar la Pedra Negra, que Abraham va posar al seu lloc. Ismael va romandre a la Kaba encarregat de la seva cura i d'ensenyar als altres el hajj. L'inici del hajj té moltes versions, i alguns estudiosos creuen que això reflecteix la tardana associació d'Abraham amb el hajj després que l'Islam es desenvolupés per tal d'ajudar a eliminar la seva connexió amb els primers rituals pagans.
La visita estricta als llocs sants de la Meca s'anomena pelegrinatge menor o umra, i té l'objectiu essencial de la visita al temple de la Kaba, la casa de Déu, que, per als musulmans, és el centre del món. El hajj, o gran pelegrinatge, consisteix a complir els rituals del pelegrinatge menor (els relacionats amb la Kaba) i, a més, també visitar els tres espais sagrats situats a la rodalia de la Meca: Mina, Muzdàlifa i Arafat, durant els dies que van del 8 al 13 del mes de dhu-l-hijja (darrer mes del calendari islàmic)

### Ritual de la Kaba

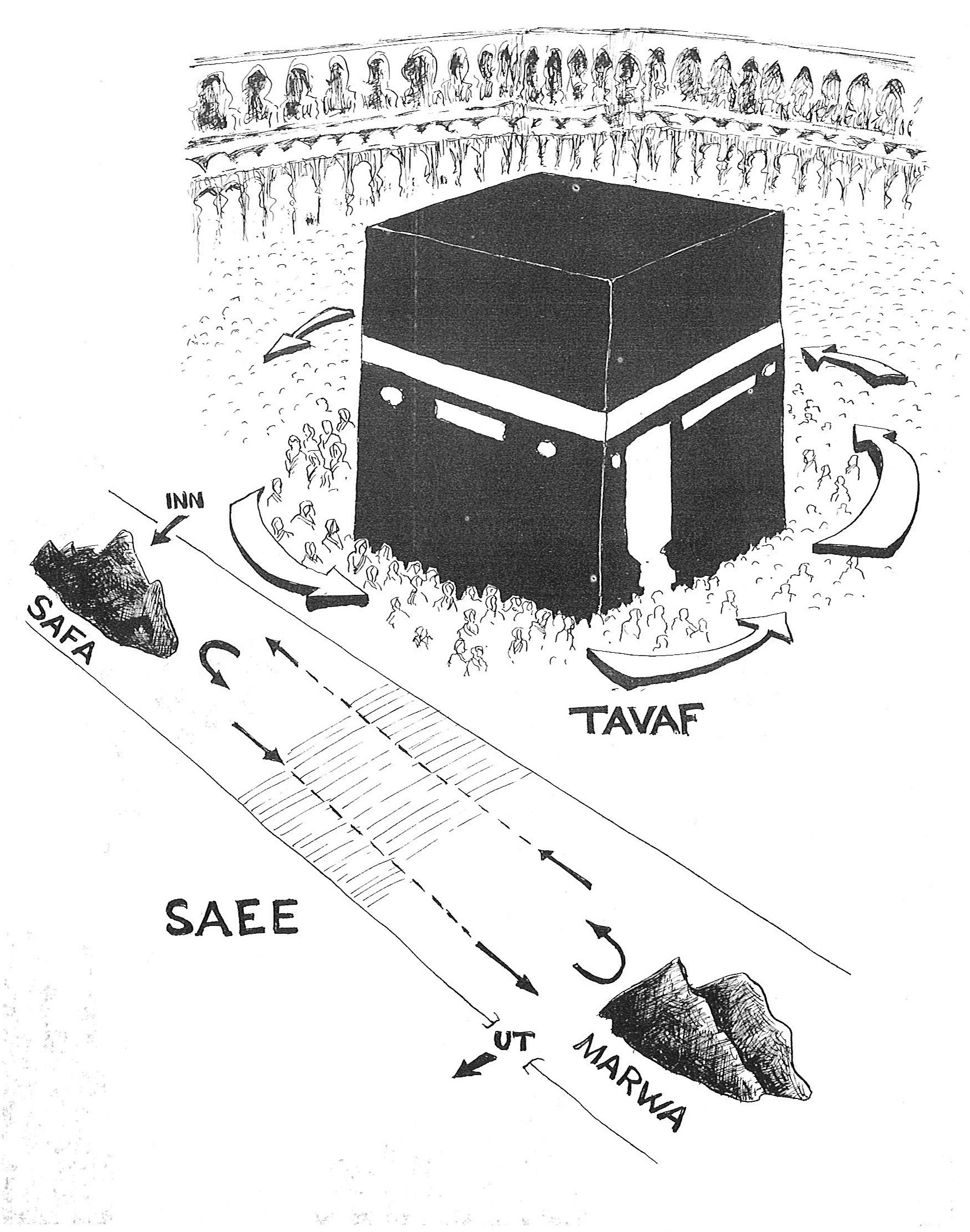
Direcció del tawaf al voltant de la Kaba

Els pelegrins que arriben a la Meca han de complir el ritu del tawaf, és a dir, caminar set vegades en sentit antihorari al voltant de la Kaba. En arribar a al-Màsjid al-Haram, els pelegrins realitzen un tawaf d'arribada, ja sigui com a part de l'umra o com a tawaf de benvinguda. Durant el tawaf, els pelegrins també inclouen dins del seu recorregut el Hatim, una zona situada al costat nord de la Kaba. Cada circuit comença amb el petó o el toc de la Pedra Negra. Els pelegrins també assenyalen la pedra i reciten una pregària. Si no es pot fer el petó o tocar la pedra a causa de la multitud, els pelegrins poden apuntar cap a la pedra amb la mà a cada circuit. No es permet menjar, però es permet i es pot beure aigua a causa del risc de deshidratació. Es recomana als homes que realitzin els tres primers circuits a un ritme ràpid, conegut com a ramal, i els quatre següents a un ritme més pausat. La finalització del tawaf és seguida per una oració amb dues rakes al lloc on Agar, l'esposa d'Abraham, i el seu fill Ismael van ser repudiats per Abraham i gairebé van morir de set enmig del rigorós clima del desert. Aquest fet donà lloc a un altre dels ritus més importants de l'umra: el say, que consisteix a fer set cops les anades i tornades entre dos punts de la ciutat, els turons d'As-Safa i Al-Marwa, rememorant les corredisses que va fer Agar responent als precs d'aigua del seu fill agonitzant, fins que, finalment, quan va tornar on l'esperava Ismael, va trobar que un àngel havia fet brollar una font, el mític pou de Zamzam, que els va salvar la vida.
Per tal de complir amb totes aquestes obligacions rituals, el pelegrí ha de vestir l'ihram, un hàbit blanc especial, sense plecs ni costures, que el santifica i l'obliga a abstenir-se de relacions sexuals, afaitar-se o empolainar-se, mirar-se al mirall, dur cap tipus d'arma, discutir, mentir o blasfemar, cobrir-se el cap (els homes) o el rostre (les dones), fer-se sang, cercar una ombra, matar cap animal o arrencar cap planta, a fi de respectar al màxim el caràcter sagrat de l'espai que està visitant.